# Erik Hedvall
Carl Erik Johan Hedvall, född 18 december 1896 i Malmö, död 29 maj 1970 i Tokyo, Japan, var en svensk lungläkare och professor i ftisiologi vid Universitetet i Uppsala.

## Biografi
Hedvall blev medicine kandidat 1919 i Lund, medicine licentiat 1924 och medicine doktor i Stockholm 1930. Efter tjänstgöringar vid olika sanatorier blev han 1932 överläkare vid lungkliniken i Lund och samma år blev han docent i ftisiologi (läran om lungtuberkulos) med undervisning i fysikalisk diagnostik och tuberkuloslära. Han blev 1941 lärare i fysikalisk diagnostik vid Uppsala universitet, tillika överläkare vid Centralsanatoriet på Akademiska sjukhuset. Han fick 1945 laborators ställning och erhöll 1947 en personlig professur i ftisiologi vid universitetet. Centralsanatoriet utvecklades under Hedvalls ledning till en modern lungklinik, vars chef han förblev till sin pensionering 1963. Hedvall var ledamot av Statens medicinska forskningsråd 1949-1952 och huvudman i Svenska Nationalföreningen mot tuberkulos 1948-1970 och i Konung Oscar II:s jubileumsfond 1953-1970.
Tuberkulosen blev tidigt Erik Hedvalls huvudintresse. Under tiden i Lund noterade han en betydande översjuklighet i tuberkulos hos de medicine studerande. Hedvall kunde visa att medicinarna i Lund infekterades med tuberkelbakterier under tjänstgöringen på patologiska institutionen och att obduktion av tuberkulösa lik innebar påtaglig risk för kursdeltagarna. Med förebyggande åtgärder, främst BCG-vaccination, kunde denna form av tuberkulos snabbt reduceras.
Hedvalls tuberkulosintresse ledde till en rad läroböcker och artiklar på svenska och på engelska. Erik Hedvall spelade en framträdande roll, tidvis som ordförande, i de svenska lungläkarnas vetenskapliga och fackliga föreningar. Han deltog i många nordiska och internationella vetenskapliga kongresser jorden runt.